# Święciechowo
Święciechowo (niem. Grünhoff) – przysiółek wsi Dorowo w północno-zachodniej Polsce, położony w województwie zachodniopomorskim, w powiecie łobeskim, w gminie Resko.

## Historia
W roku 1827 Ludolph von Beckedorff (ur. 1778 – †1858) kupił w tej miejscowości nieruchomości i założył kaplicę (1828). Von Beckedorff był urzędnikiem pruskim, wiceprezesem Uniwersytetu Berlińskiego, wychowawca książąt z Hesji i Brandenburgii-Anhalt, ale przeszedł na katolicyzm i został przez to zwolniony ze służby cywilnej Prus. Tutaj w Święciechowie poświęcił się von Beckedorff rolnictwu, zakładając w 1831 r. Towarzystwo Rolnicze, cukrownię „Dorff” produkującą do 260 ton cukru rocznie (wynik netto w 1840 roku, to ponad 900 dolarów zysku). W latach 1855-57 zbudował tu Klasztor St. Aloysiusstift, który był pierwszym klasztorem katolickim na Pomorzu od reformacji. W roku 1857 założył tutaj szkołę i zakład dla sierot (św. Alojzego), którym od 1860 roku opiekował się Józef Gottwald, a prowadziły go Katolickie Siostry Szkolne. W roku 1861 szkołę i zakład dla sierot powierzono siostrom Boromeuszkom. W roku 1874 i 1884 miały miejsce pożary zakładu dla sierot prowadzonego przez te siostry. W roku 1884 zbudowano tutaj neogotycki kościół katolicki. W roku 1927 Pensję dla dziewcząt przekształcono w szkołę gospodarstwa domowego. Zachował się dziennik jednej z sióstr w którym opisała w ostatnie dni przed wkroczeniem wojsk radzieckich, tragedie sióstr i ich pierwsze miesiące w Resku zanim wyjechały albo zostały wysiedlone do Niemiec. Losy nie wszystkich ewakuowanych wówczas dzieci są znane. W 1954 roku dom dziecka i kościół zostały zburzone. Główny ołtarz i dwa boczne zostały jednak przewiezione do kościoła parafialnego w Resku.
W latach 1928–1941 księdzem katolickim posługującym w Święciechowie i okolicznych wsiach był ksiądz Ernst Daniel (ur. 1896 – †1975). Prowadził on tu w czasie wojny do roku 1941 msze święte w języku polskim dla robotników przymusowych. Został represjonowany za to przez gestapo, aresztowany w lutym 1943 roku i skazany na cztery lat więzienia.
W czasie II wojny światowej Niemcy utworzyli we wsi podobóz pracy przymusowej obozu jenieckiego Stalag II D.
W latach 1975–1998 przysiółek administracyjnie należał do województwa szczecińskiego.

## Zabytki
- park pałacowy, pozostałość po  pałacu[9].
- ruiny klasztoru[10]